# Offa (cucina)
L'offa è una piccola focaccia a base di farro di origine antichissima. Il termine è anche utilizzato per sottintendere un pagamento o un vantaggio offerto a qualcuno per placarne momentaneamente l'avidità o per ottenere favori più o meno leciti. 
Quest'ultima valenza del termine è collegato all'offa sacra dell'antica Roma, la quale veniva inzuppata in acqua, latte o vino dagli àuguri romani e l'impasto offerto ai sacri polli per trarne gli auspici, parimenti alla mola salsa.
Il termine compare spesso nelle opere di letterati dei secoli XV e XVI, quali Torquato Tasso e Pietro Bembo.
(Gli Asolani, III, 209)

## Etimologia
Derivante dal greco optos cotto, arrostito o opson companatico.
Offa, focaccia. Offella diminutivo di offa, piccola focaccia. Offelliere chi la produce e la vende. Offelleria il luogo dove la si vende.